# Mesochthongidiella tucumanensis
Mesochthongidiella tucumanensis is een vlokreeftensoort uit de familie van de Bogidiellidae. De wetenschappelijke naam van de soort is voor het eerst geldig gepubliceerd in 1985 door Grosso & Fernández.